# Can Llac (la Bisbal d'Empordà)
Can Llac és un edifici a la ciutat de la Bisbal d'Empordà protegit com a bé cultural d'interès local.
Can Llac era originalment una masia aïllada, fora del nucli urbà, al costat del riu Daró. En l'actualitat l'edifici ha quedat integrat a la zona urbanitzada i, perduda la seva funció agrícola, serveix com a residència. El conjunt ha estat modificat, introduint-hi alguns elements que han alterat l'harmonia del conjunt. És interessant pel seu valor tipològic.
Es tracta d'un edifici aïllat envoltat de jardí, format per diversos cossos annexos a un de principal, cobert a dues aigües, que presenten coberta a un vessant a diferents alçàries. El cos principal consta de planta baixa, pis i golfes, i la seva façana és l'única que conserva elements remarcables originals, ja que el conjunt ha estat molt modificat. Destaquen el portal d'accés, d'arc de mig punt amb dovelles de pedra, i les dues finestres del primer pis, la central d'arc conopial de pedra amb arabesc i decoració floral a les impostes, i la que hi ha a la dreta, convertida en balcó, que té dos arcs trilobulats.